# Thelidium epipolaeum
Thelidium epipolaeum är en lavart som beskrevs av Abramo Bartolommeo Massalongo. Thelidium epipolaeum ingår i släktet Thelidium, och familjen Verrucariaceae. Arten är reproducerande i Sverige.